# Augisey
Augisey är en kommun i departementet Jura i regionen Bourgogne-Franche-Comté i östra Frankrike. Kommunen ligger i kantonen Beaufort som tillhör arrondissementet Lons-le-Saunier. År 2022 hade Augisey 187 invånare.

## Befolkningsutveckling
Antalet invånare i kommunen Augisey
Referens:INSEE